# Turnstraße 1 (Quedlinburg)

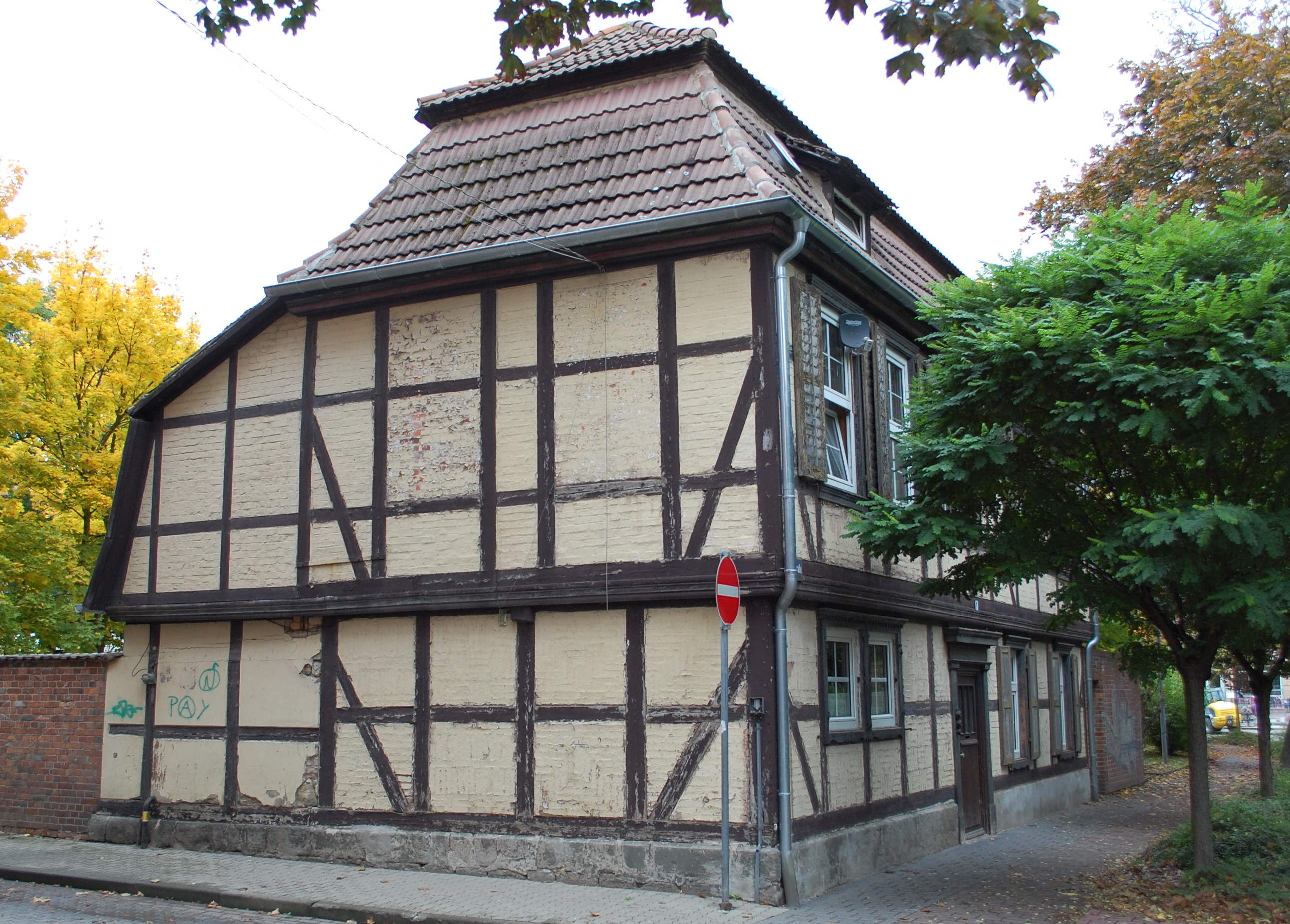
Haus Turnstraße 1

Das Haus Turnstraße 1 ist ein denkmalgeschütztes Gebäude in Quedlinburg in Sachsen-Anhalt.

## Lage
Es ist im Quedlinburger Denkmalverzeichnis als Gartenhaus eingetragen und befindet sich südlich der historischen Quedlinburger Altstadt an der Einmündung der Seilerstraße in die Turnstraße.

## Architektur und Geschichte
Das zweigeschossige Fachwerkhaus entstand in barocker Gestaltung in der Zeit um 1780. Zur Bauzeit befand es sich deutlich außerhalb der städtischen Bebauung. Es ist mit einem Mansarddach bedeckt. Die Fachwerkfassade zeigt als Schmuckelement eine profilierte Bohle und unterschiedliche Zierausmauerungen der Gefache.
Im 19. Jahrhundert wurden die Tür und die Fenster im Stil des Klassizismus erneuert. In der Zeit nach 1920 wurde das Haus nach Norden erweitert.